# Neoseiulus yonganensis
Neoseiulus yonganensis är en spindeldjursart som först beskrevs av Ma och Lin 2007.  Neoseiulus yonganensis ingår i släktet Neoseiulus och familjen Phytoseiidae. Inga underarter finns listade i Catalogue of Life.